# Johan Arvid Carlbohm
Johan Arvid Carlbohm, född 1747, död 1822, var en svensk boktryckare. Han var verksam som tryckare vid Kongliga Finska boktryckeriet i Stockholm åren 1769–1812.
Carlbohm fick 1769 överta tryckeriet av sin far, och erhöll 1798 direktörs titel. Han var en ansedd boktryckare, deltog i Boktryckerisocietetens förhandlingar och var 1805–1808 föreståndare för konstförvanternas kassa. Han sålde den 16 oktober 1812 tryckeriet till faktor Anders Gadelius, som tillträdde det den 1 april 1813. Den 23 september 1815 anmälde sig Carlbohm ämna idka bokhandel.